# Paul Letondal
Paul Letondal   (Montbenoît, 25 de gener de 1831 - Cacouna, 24 de juliol de 1894) va ser un pianista, organista, violoncel·lista, compositor i professor de música francès - canadenc.
Paul Letondal havia estat cec des de petit. Va rebre la seva formació a l'Institut per a joves cecs de París on va estudiar orgue, composició, violoncel i piano. En aquest institut es va utilitzar el flamant mètode braille. Va treballar el piano amb un dels deixebles de Kalkbrenner.
Letondal va arribar a Mont-real el 1852. Els jesuïtes li van proposar convertir-se en professor de música al col·legi Sainte-Marie i, més tard, organista a l'església de Gesù fins al 1869. Els seus alumnes van ser Moïse Saucier, Édouard Clarke, Euphémie Coderre, Dominique Ducharme, Gustave Gagnon, Calixa Lavallée, Clarence Lucas, Salomon Mazurette, Charles-Marie Panneton i Joseph Saucier.
Va ser un membre fundador de l'"Académie de musique du Quebec", i probablement el primer músic cec que es va establir al Canadà; que va tenir un paper important en el desenvolupament de la música clàssica a Mont-real al segle xix.
Paral·lelament a la seva carrera musical, Paul Letondal va participar en la fundació del "Canadian Review".
Il est mort le 24 juillet 1894 à Cacouna. Ses funérailles ont lieu à sa résidence à Montréal le 27 juillet 1894.